# Omicidio di Renata Fonte
L'omicidio di Renata Fonte venne commesso a Nardò (in Puglia) il 31 marzo 1984. La vittima era assessore alla cultura e alla pubblica istruzione del comune di Nardò, eletta nel 1982 nelle liste del PRI, che venne uccisa la notte del 31 marzo nella sua città natale da due sicari con tre colpi di pistola mentre ritornava a casa dopo una seduta del consiglio comunale. Fu la prima donna nel 1982 ad assumere la carica di assessore alla cultura e alla pubblica istruzione.

## Storia
Renata Fonte, nata a Nardò il 10 marzo 1951, divenne consigliera comunale nello stesso comune oltre che militante nel Partito Repubblicano Italiano. La notte del 31 marzo 1984, mentre rientrava a casa dopo una riunione del consiglio comunale, venne uccisa a colpi di pistola da due sicari.

### Indagini
Le indagini inizialmente si concentrarono sul marito, separato dalla moglie e trasferito in Belgio per lavoro ma grazie anche alla testimonianza di due donne, vennero individuati gli esecutori materiali, Giuseppe Durante e Marcello My, gli intermediari, Mario Cesari e Pantaleo Sequestro, e soprattutto il mandante, Antonio Spagnolo, un collega di partito della vittima e che alle elezioni amministrative era risultato il primo dei non eletti. Le indagini non riuscirono però a ricostruire con certezza le motivazioni dell'omicidio.

### Processi
Il processo di primo grado condannò all'ergastolo per omicidio premeditato Antonio Spagnolo come mandante e Giuseppe Durante come esecutore materiale del delitto. Spagnolo era subentrato dopo la morte di Renata Fonte come consigliere comunale in quanto era il primo dei non eletti, e quindi assunse anche l'incarico di assessore; vennero condannati anche a 24 anni di carcere Mario Cesari, come intermediario, e Marcello My, che era insieme al killer e che confessò la sua partecipazione al delitto il 25 aprile 1984, dopo essere stato arrestato; Pantaleo Sequestro venne condannato a 18 anni per aver contattato, su mandato di Antonio Spagnolo, My e Durante.
I gradi successivi hanno confermato il giudizio precedente condannando come mandante Spagnolo, come esecutori materiali Durante e My e come intermediari Cesari e Sequestro. Accanto a un'avversione personale di Spagnolo, la sentenza di primo grado della corte d'Assise di Lecce ipotizzò la presenza di ulteriori personaggi, non identificati, che avrebbero avuto obiettivi non raggiungibili con l'elezione di Renata Fonte.

## Memoria
- In memoria della vittima nel 1998 venne fondata l'associazione "Donne Insieme" con l'intento di promuovere la legalità e non violenza sul territorio. Da un'intensa collaborazione con la procura nazionale antimafia, la questura e il pool antiviolenza del tribunale, nasce la “Rete Antiviolenza Renata Fonte”, primo centro antiviolenza, riconosciuto dal ministero dell'interno in collaborazione con il ministero delle pari opportunità. Nel comune di Nardò è stata dedicata a Renata Fonte una piazza.[5]
- Nel 2009, in occasione del 25º anniversario della morte, è stata inaugurata al parco di Porto Selvaggio una stele in memoria dell'impegno civile e politico di Renata Fonte.[6][3]
- Renata Fonte viene ricordata nelle giornate organizzate da Libera, la rete di associazioni contro le mafie, come la Giornata della Memoria e dell'Impegno che si tiene ogni anno il 21 marzo [7].
- A lei è dedicata la scuola di politica della Fondazione Benvenuti in Italia [8].
- Il comune di Nardò nel 2014, a trent'anni dell'assassinio, ha organizzato delle manifestazioni per ricordare la concittadina Renata Fonte con la presenza di don Luigi Ciotti e del vescovo di Nardò-Gallipoli Fernando Filograna[9]. A lei è dedicata l'Aula consiliare.
- A Fonte è stata dedicata un'orchidea,[4] la Ophrys x sivana nothosubsp. renatafontae,[3] incrocio tra Ophrys candica e Ophrys holosericea subsp. parvimaculata ed è stata descritta dai naturalisti salentini Roberto Gennaio, Marco Gargiulo, Piero Medagli e Francesco Salvatore Chetta.
- Nel comune di Mottola le è stata intitolata una piazzetta, che attende di essere inaugurata ufficialmente, su proposta di una classe dell'IC "A. Manzoni" che ha vinto la seconda edizione del concorso indetto da Toponomastica femminile.[10]
- A San Nicomede presso il podere Millepioppi, podere confiscato alla mafia, nonché sede del Parco dello Stirone, è stata intitolata a Renata Fonte un'aula didattica il 9 aprile 2019.[11]
- A Francavilla Fontana (BR) domenica 26 giugno 2022, insieme ad altre intitolazioni dei viali a donne e uomini importanti per la Storia locale e in collaborazione con Toponomastica Femminile, le è stato dedicato il piazzale di ingresso della Villa Comunale "Pietro Palumbo"; alla cerimonia è stata presente sua figlia Sabrina Matrangola.
- A San Donaci (Br), una via è stata intitolata a Renata Fonte.
- A Casarano (Le) la piazzetta adiacente l'ex tribunale è stata dedicata a Renata Fonte.
- Nel comune di Trezzano sul Naviglio, in provincia di Milano, il 19 aprile 2024 viene a lei intitolata una casa di accoglienza ricavata da uno stabile confiscato alle mafie.

## Influenza culturale
La vicenda di Renata Fonte è stata narrata da Carlo Bollino, nel libro La posta in gioco, edito da Carmine De Benedittis e da Antonella Mascali nel libro Lotta civile, nel quale è narrata la vita di Renata Fonte raccontata dai suoi familiari. Dal libro di Bollino è stato tratto l'omonimo film, La posta in gioco, per la regia di Sergio Nasca e interpretato da Lina Sastri, Turi Ferro e Vittorio Caprioli. Si ipotizza nel film che Renata Fonte abbia potuto impedire la realizzazione di forti guadagni mediante speculazioni edilizie nell'area del parco di Porto Selvaggio, oggi dichiarato Parco naturale regionale insieme alla Palude del Capitano.
Nel 2012 è stato pubblicato il graphic novel Nostra madre Renata Fonte, di Ilaria Ferramosca e Gian Marco De Francisco, 001 Edizioni, con i contributi delle figlie Sabrina e Viviana Matrangola, don Luigi Ciotti e Giancarlo Caselli. 
Nel 2018 su Canale 5 viene mandata in onda la fiction Liberi sognatori, la cui quarta puntata è dedicata proprio alla vita di Renata Fonte, interpretata da Cristiana Capotondi.